# Korobiec
Korobiec – wieś w Polsce położona w województwie podlaskim, w powiecie suwalskim, w gminie Suwałki. Leży w odległości ok. 10 km na zachód od Suwałk. 
W latach 1975–1998 miejscowość administracyjnie należała do województwa suwalskiego.